# Trzeci Sektor (kwartalnik)
Kwartalnik Trzeci Sektor – interdyscyplinarne czasopismo naukowe zajmujące się kondycją i perspektywami rozwoju społeczeństwa obywatelskiego w Polsce i na świecie. Publikuje artykuły recenzowane oraz dodatkowe materiały, np. wywiady, relacje, recenzje i kalendaria zmian prawnych.
Poszczególnym numerom kwartalnika towarzyszy biuletyn elektroniczny „Trzeci Sektor na Skróty” zawierający omówienia niektórych artykułów. 
Kwartalnik wydawany jest od 2004 roku, początkowo przez Instytut Spraw Publicznych, a od numeru 41 (1/2018) przez Fundację Akademia Organizacji Obywatelskiej i Szkołę Główną Handlową  w Warszawie. Nowy wydawca udostępnia artykuły bezpłatnie online (po zalogowaniu).
Redaktorem naczelnym jest Jarosław Greser, ponadto przy czasopiśmie działa rada naukowa.